# Рудне-Никитское
Рудне-Никитское — деревня в Орехово-Зуевском районе Московской области, в составе сельского поселения Дороховское. Население — 119 чел. (2010).
Рядом (в 2-х километрах) находится деревня Мальково, в 6 км — деревня Равенская. Ближайшая железнодорожная станция Авсюнино находится в 3-х километрах в посёлке Авсюнино. Вольная (река) расположена рядом с селом.

## История
Село Рудня (наряду с Ильинским Погостом) было важнейшим экономическим центром Гуслиц. В селе регулярно устраивались ярмарки, на которые собирались гуслицкие фабриканты, а также приезжали купцы из Москвы и других городов. Центральные части обоих сёл были застроены постоялыми дворами, трактирами, лавками. Были здесь и дома иногородних купцов, которые вели постоянную торговлю с Гуслицким краем. Оба села во второй половине XIX века более напоминали внешним обликом уездные города.
Река Вольная (левый приток реки Нерской) протекает неподалёку от храма. Со второй половины XIX века это название встречается в справочниках. Название реки происходит от финно-угорского Волна (Вольна). К реке Вольной, текущей в общем направлении с востока на запад, славяне пришли, очевидно, с юга. Они освоились на левом берегу, а потом пошли осваивать правый берег — Заволенье (деревня с таким названием и поныне существует вблизи города Куровское).

## Население
| 1926 | 2002 | 2006 | 2010 |
| ---- | ---- | ---- | ---- |
| 541  | ↘128 | ↘118 | ↗119 |

## Достопримечательности

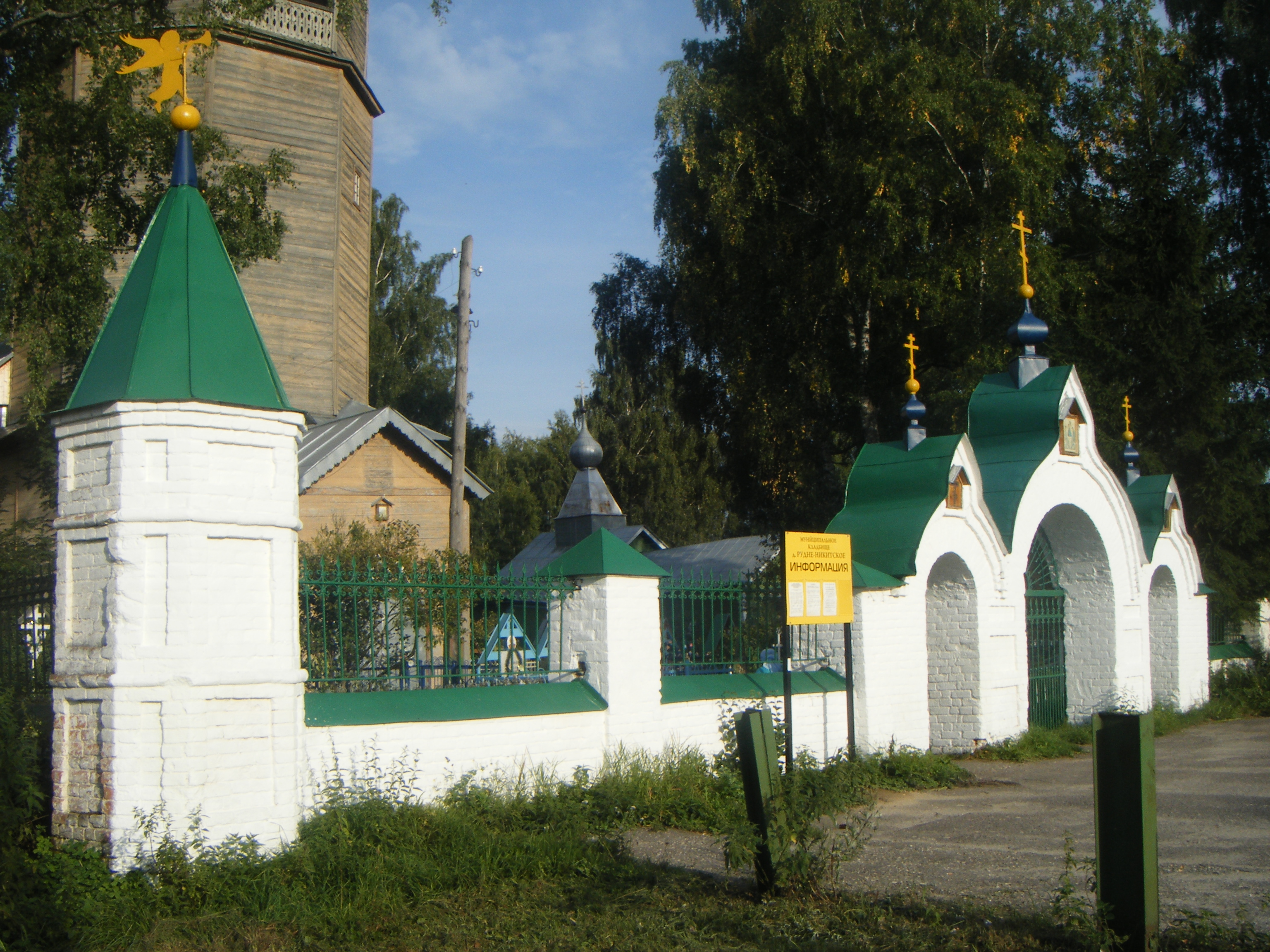
Ограда и ворота храмового комплекса погоста Рудня

На данный момент в селе Рудне-Никитское находятся два старинных деревянных храма и кладбище, обнесённые кирпичной стеной, а также освящённый колодец перед главным входом в ограду. Самый большой храм — Рождества Пресвятой Богородицы — построен в 1782 году, (а тот, что поменьше, который называется Рождества Христова — в 1720). Службы совершаются по праздникам и воскресеньям. Настоятелем является игумен Серафим (Голованов).
Церковь на Рудне была построена в честь Рождества Богородицы. Данная церковь дала имя не только погосту, но и расположенной неподалёку деревне, населённой людьми, обслуживавшими погост. Вместо длинного слова «Богородицерождественский», относившегося к погосту, в просторечии употребляли «Богородицын», а деревню называли короче — «Богородская». Она существует сейчас.